# Syzygium bungadinnia
Syzygium bungadinnia är en myrtenväxtart som först beskrevs av Frederick Manson Bailey, och fick sitt nu gällande namn av Bernard Patrick Matthew Hyland. Syzygium bungadinnia ingår i släktet Syzygium och familjen myrtenväxter. Inga underarter finns listade i Catalogue of Life.